# Раджас
Ра́джас (санскр. रजस्) или ра́джо-гу́на — в философии санкхьи, одной из шести школ философии индуизма, одно из качеств (гун) материальной природы — гуна страсти или гуна деятельности. Если индивид или элемент проявляет большую активность, страсть или возбуждение, такая личность или элемент находится под воздействием раджаса. Раджас противопоставляется, с одной стороны, более низкому качеству тамаса или тамо-гуны — качеству бездействия, тьмы, невежества и лени; а с другой стороны, качеству саттвы или саттва-гуны, которое характеризуется чистотой, благочестием и умиротворённостью.
Раджас проявляется в следующем:
- Деятельность, направленная на результат
- Перемена, изменения
- Страсть, возбуждение
- Рождение, сотворение

Страсть — чувство, которое часто ассоциируется с созданием чего-то нового. Раджас считается более возвышенным качеством, чем тамас, и менее положительным, нежели саттва. Хотя раджас характеризуется поисками наслаждений и на своей начальной стадии приносит определённую долю удовлетворения, его конечным результатом является страдание.
Человек в гуне страсти жаждет наслаждаться и видит в этом смысл жизни. Для удовлетворения чувств человек должен иметь некоторый почёт в обществе, счастливую семью, материальный достаток. Таковы продукты раджо-гуны. Пока человек желает этого, он вынужден тяжело трудиться, поскольку дом, семья, престиж нуждаются в постоянном поддержании. Деятельность человека в раджо-гуне направлена на достижение результатов. Человек зарабатывает столько, сколько может, и тратит это на благие цели. Иногда он тратит деньги на строительство лечебных учреждений, занимается благотворительностью и т. д., чтобы поднять свой престиж и статус в обществе. Таким образом, современный материальный мир в большей или меньшей степени находится под влиянием именно этой гуны, но считается, что прежде в ведийском обществе преобладала саттва-гуна.
В «Санкхья-карике» раджас имеет свойства «побуждающий и подвижный» (С.-к.13). Раджас вызывает перевоплощения в сансаре (С.-к. 45).